# هانا رالف
هانا رالف (بالألمانية: Hanna Ralph )‏ (و. 1888 – 1978 م) هي ممثلة مسرحية، وممثلة أفلام ألمانية، ولدت في باد كيسينغن، توفيت في برلين، عن عمر يناهز 90 عاماً.

## جوائز
حصلت على جوائز منها:
- جائزة الفيلم الألماني [الإنجليزية]‏.

## وصلات خارجية
- هانا رالف على موقع IMDb (الإنجليزية)
- هانا رالف على موقع ألو سيني (الفرنسية)
- هانا رالف على موقع أول موفي (الإنجليزية)
- هانا رالف على موقع قاعدة بيانات الأفلام السويدية (السويدية)
- هانا رالف على موقع قاعدة بيانات الفيلم (الإنجليزية)
- هانا رالف على موقع كينوبويسك (الروسية)